# Bolivar fort
Pour les articles homonymes, voir Bolívar.
Le bolivar fort (en espagnol bolívar fuerte ; code ISO 4217 VEF) était la monnaie du Venezuela du 1er janvier 2008 au 19 août 2018, créé en réaction à l'hyperinflation. Les commerces affichent les étiquettes avec l'abréviation BsF. Il est subdivisé en 100 centimes. Il a été remplacé par le bolivar souverain au taux de 1 bolivar souverain pour 100 000 bolivars forts.
Le bolivar fort avait remplacé le bolivar (code ISO 4217 VEB) au taux de 1 bolivar fort pour 1 000 anciens bolivars. Le bolivar reste la dénomination monétaire du pays depuis 1879, ainsi appelée en l'honneur du héros Simón Bolívar.
Son émission est contrôlée par la Banque centrale du Venezuela.
Avant décembre 2016, les différentes pièces de monnaie étaient de 1, 5, 10, 12½, 25 et 50 centimes et de 1 bolivar. Les différents billets étaient à cette date de 2, 5, 10, 20, 50 et 100 bolivars.

## Histoire
Le 7 mars 2007, le gouvernement du Venezuela a annoncé l’introduction au 1er janvier 2008 du bolívar fuerte, qui coexistera avec l’ancien bolivar jusqu’à la démonétisation totale de ce dernier en 2009.
Le 11 janvier 2010, la nouvelle monnaie est dévaluée de 50 %.
Le 11 décembre 2016, le président Nicolás Maduro annonce le retrait des billets de 100 bolivars, créant par la même occasion six billets différents de 500, 1 000, 2 000, 5 000, 10 000, et 20 000 bolivars, fabriqués aux États-Unis et en Angleterre, et trois pièces de 50 à 100 bolivars. Cette opération de retrait du plus gros billet vénézuélien, 100 bolivars (environ 9,50 €) et la mise en circulation de billets beaucoup plus gros ont comme objectif de réagir face à l'énorme inflation que connaît le pays (à la suite de la baisse du prix du pétrole en 2015-2016) et à la dévaluation monétaire inhérente, mais vise aussi à « écraser les mafias », notamment les cartels colombiens de la drogue qui détiendraient des milliards de bolivars,.
Le 20 août 2018, le bolivar fort est remplacé par le bolivar souverain au taux de 1 bolivar souverain pour 100 000 bolivars forts. Le changement devait initialement se faire le 4 juin 2018 au taux de 1 pour 1000 mais avait finalement été reporté par le président Nicolás Maduro.

## Contrôle des changes
Le Venezuela pratique un contrôle des changes et un taux de change fixe vis-à-vis du dollar américain. Un marché parallèle du change est très développé malgré les efforts pour le contenir.
La différence entre le cours officiel et le cours parallèle est généralement importante. Les fluctuations peuvent être vives à certaines périodes.
| Año  | Jan             | Fev              | Mar              | Avr              | Mai              | Juin            | Juil             | Aou              | Sep              | Oct              | Nov              | Dec              |                        |
| ---- | --------------- | ---------------- | ---------------- | ---------------- | ---------------- | --------------- | ---------------- | ---------------- | ---------------- | ---------------- | ---------------- | ---------------- | ---------------------- |
| 2008 | 2,15 5,35       | 2,15 4,60        | 2,15 3,95        | 2,15 3,50        | 2,15 3,40        | 2,15 3,45       | 2,15 3,40        | 2,15 4,18        | 2,15 4,50        | 2,15 5,20        | 2,15 5,15        | 2,15 5,70        | Oficial Paralelo       |
| 2009 | 2,15 5,85       | 2,15 5,72        | 2,15 6,35        | 2,15 6,90        | 2,15 6,63        | 2,15 6,60       | 2,15 6,93        | 2,15 6,49        | 2,15 5,55        | 2,15 5,35        | 2,15 5,61        | 2,15 5,97        | Oficial Paralelo       |
| 2010 | 2.60 6,30       | 2.60 4,30 6,70   | 2.60 4,30 7,00   | 2.60 4,30 7,65   | 2.60 4,30 7,89   | 2.60 4,30 8,10  | 2.60 4,30 8,28   | 2.60 4,30 8,25   | 2.60 4,30 8,11   | 2.60 4,30 7,89   | 2.60 4,30 8,60   | 4,30 9,14        | Oficial Paralelo       |
| 2011 | 4,30 8,69       | 4,30 8,89        | 4,30 8,42        | 4,30 8,05        | 4,30 8,42        | 4,30 8,22       | 4,30 8,36        | 4,30 8,59        | 4,30 8,92        | 4,30 8,60        | 4,30 9,24        | 4,30 9,45        | Oficial Paralelo       |
| 2012 | 4,30 8,69 15.52 | 4,30 8,92 16.82  | 4,30 9,48 17.06  | 4,30 9,29 17.76  | 4,30 9,56 18.82  | 4,30 9,38 18.37 | 4,30 9,42 19.49  | 4,30 11,54 21.55 | 4,30 12,00 22.42 | 4,30 14,08 23.21 | 4,30 16,51 25.56 | 4,30 17,32 23.95 | Oficial Sicad Paralelo |
| 2013 | 4,30 11,30      | 6,30 11,07 26,89 | 6,30 11,49 26,15 | 6,30 10,86 25,35 | 6,30 10,09 27,29 | 6,30 9,84 32,22 | 6,30 10,10 35,95 | 6,30 10,44 38,45 | 6,30 10,99 42,01 | 6,30 11,34 56,49 | 6,30 11,44 62,19 | 6,30 11,30 64,10 | Oficial Sicad Paralelo |